# Gaceta de los Niños
La Gaceta de los Niños fue un periódico para la infancia creado por José y Bernabé Canga Argüelles en 1798, el primero de su sector que se publicó en España.
Estaba inspirada en la publicación francesa "Correo de los Niños", de Jouffret, y se dirigía a las clases altas, con un claro fin didáctico y pedagógico en sintonía con los valores burgueses. Aparecieron 24 números de 32 páginas cada uno.